# 劉亦菲
劉 亦菲（リウ・イーフェイ、漢字日本語読み：りゅう えきひ、Liu Yifei、1987年8月25日 - ）は、中国出身のアメリカ合衆国の女優、歌手。本名は劉 茜美子（リウ・シーメイズー）。身長は170cm、血液型はB型、国籍はアメリカ合衆国。

## 経歴
父の安少康はフランス語学者、母の劉曉莉は中国国家一級演員の資格を持つ舞踊家。生後間もなく両親は別居（その後離婚）し母に引き取られて育つ。
9歳の時に母とアメリカ合衆国へ渡るが、女優を志し14歳で帰国。著名な実業家陳金飛のマネジメントを受け、2003年のテレビドラマ『華の家族』に出演し芸能界にデビューした。続いて金庸原作の武侠ドラマ『天龍八部』の主要キャストにも抜擢された。
2003年から2006年7月に卒業するまで北京電影学院表演系本科に在籍。演技の勉強を積む傍らで2003年に台湾映画の『五月の恋』に主演し、映画デビューした。
2005年6月からは日本の衛星放送で放送が始まった武侠ドラマ『天龍八部』で注目されるようになり、8月にソニー・ミュージックレコーズと歌手として契約して話題になった。翌年7月にイーフェイ名義で日本語版のシングル『真夜中のドア』を発売して歌手デビュー、9月には日本語版のアルバム『All My Words』も発売した。また同時期に中国語（北京語）版のアルバム『劉亦菲』を中国をはじめアジア各地で発売した。中国本土での売り上げは60万枚だった。
2006年の武侠ドラマ『神鵰侠侶』で主演を務めるなど、映画やテレビドラマの話題作品への出演が相次いだ。9月からアメリカ合衆国のスタンフォード大学に在学。
2007年にアメリカ合衆国の大手芸能事務所ウィリアム・モリス・エージェンシーと所属契約を結んだ。
2008年にはジャッキー・チェンとジェット・リーが共演した米中合作映画『ドラゴン・キングダム』に出演し、ハリウッドデビューを飾った。
2009年6月にアメリカ合衆国から帰国。その後は歴史映画『項羽と劉邦/White Vengeance』（2011年）、『曹操暗殺 三国志外伝』（2012年）、ファンタジーアクション映画『ドラゴン・フォー』シリーズ（2012～14年）、韓国俳優ソン・スンホンと共演した恋愛映画『第3の愛』（2015年）などに出演。
2020年にはディズニーの実写映画版『ムーラン』に主演したが、物議を醸した（後述）。2022年には『夢華録』で16年ぶりにドラマ復帰した。

## 論争
2019年、香港の「逃亡犯条例」改正案をめぐる香港の抗議デモに関し、多くの中国の芸能人がデモに関しては政府支持の声を上げ、リウ・イーフェイが8月15日に、中国国営人民日報の「私は香港警察を支持する。あなたたちが皆、私を攻撃しても構わない」という投稿をシェアし、物議を醸した。これに反発した映画ファンは「ムーラン」のボイコット運動を呼びかけ「#BoycottMulan（ムーランをボイコットしよう）」のハッシュタグは米国と香港のツイッターでトレンド入りした。

## 出演作品
タイトルは 邦題 - 原題 の順（日本未公開作品は原題のみ）

### 映画
- 五月の恋 - 五月之恋 （2004年） - シュアン（趙瑄）
- 恋愛大贏家 （2004年） - 金巧莉
- ドラゴン・キングダム - The Forbidden Kingdom/功夫之王 （2008年） - ゴールデン・スパロウ（金燕子）/中華街の女の子
- 恋愛通告 （2010年） - 宋曉青
- 倩女幽魂 （2011年） - 聶小倩
- 項羽と劉邦/White Vengeance - 鴻門宴 （2011年） - 虞姫
- ドラゴン・フォー 秘密の特殊捜査官/隠密 - 四大名捕 （2012年） - 無情（ウーチン）
- 曹操暗殺 三国志外伝 - 銅雀台 （2012年） - 霊雎/貂蝉
- ドラゴン・フォー2 秘密の特殊捜査官/陰謀 - 四大名捕II （2013年） - 無情（ウーチン）
- ドラゴン・フォー3 秘密の特殊捜査官/最後の戦い - 四大名捕大結局 （2014年） - 無情（ウーチン）
- 露水紅顔 （2014年） - 邢露
- ザ・レジェンド - Outcast/白幽霊伝奇之絶命逃亡 （2014年） - リアン（趙蓮）
- 第3の愛 - 第三種愛情 （2015年） - ゾウ・ユー（鄒雨）
- Le Paon du Nuit/夜孔雀 （2016年） - エルザ（Elsa）
- 致青春・原来你還在這裡 （2016年） - 蘇韻錦
- 営救飛虎隊 （2017年） - 英
- ワンス・アポン・ア・タイム 闘神 - 三生三世十里桃花 （2017年） - 白浅/司音/素素
- デスティニー・イン・ザ・ウォー - 烽火芳菲 （2017年） - インズ
- 二代妖精之今生有幸 （2017年） - 白繊楚
- ムーラン - Mulan （2020年）- ムーラン ※Disney+での配信のみ。

### テレビドラマ
- 華の家族 - 金粉世家 （2003年） - 白秀珠
- 天龍八部 - 天龍八部 （2003年） - 王語嫣
- 仙剣奇侠伝 - 仙剣奇侠伝 （2005年） - 趙霊児
- キラメキの季節 - 豆蔻年華/銀色年華/血色年華 （2005年） - 趙先生（小趙老師）
- 阿宝的故事 （2006年） - 茜茜
- 神鵰侠侶 - 神鵰侠侶 （2006年） - 小龍女
- 夢華録 - 夢華録（2022年） - 趙盼児
- 風の吹く場所へ〜love yourself〜 - 去有风的地方（2023年） - 許紅豆（シュー・ホンドウ）
- 玫瑰的故事 （2024年） - 黃亦玫

### CM
- ACジャパン「生命を咲かせるカード」（臓器提供意思表示カード） （2006年）

## ディスコグラフィー

### シングル
| タイトル     | 歌手名     | 言語   | 発売日        | 規格品番            |
| ------------ | ---------- | ------ | ------------- | ------------------- |
| 真夜中のドア | イーフェイ | 日本語 | 2006年7月19日 | SRCL-6381（日本盤） |

### アルバム
| タイトル     | 歌手名     | 言語       | 発売日        | 規格品番                                 |
| ------------ | ---------- | ---------- | ------------- | ---------------------------------------- |
| 劉亦菲       | 劉亦菲     | 中国標準語 | 2006年8月31日 | ISRC CN-E04-06-386-00/A.J6（中国大陸盤） |
| 劉亦菲       | 劉亦菲     | 中国標準語 | 2006年9月15日 | CDHK-003（香港盤）                       |
| All My Words | イーフェイ | 日本語     | 2006年9月6日  | SRCL-6400（日本盤）                      |